# ميساك باغبودريان
ميساك باغبودريان من مواليد 1973 في دمشق، موسيقي سوري من أصل أرمني بدأ مسيرته الفنية عام 1994. وهو قائد الفرقة السيمفونية الوطنية السورية.

## السيرة الذاتية

### البداية
في صغره دفعه أهله للبحث عن ما يشغل وقته، فكان التقدم للمعهد العربي للموسيقى (معهد صلحي الوادي حاليا) وتم قبوله بعد إجراء فحص قبول بسيط إلى 
حد ما، وبدأ الدراسة بإشراف الأستاذ خضر جنيد والسيّدة سنثيا الوادي لكن نشب خلاف مع أستاذه صلحي الوادي، بسبب مزاجيته التي كانت تدفع به لاختيار ما يحب بدلاً عن ما يجب التدرّب عليه، فانتهى به المطاف بالخروج من المعهد.
بعد سنة التحق بما كان يُدعى «معهد شبيبة الأسد للموسيقى»، الذي كان حينها تحت إشراف بليغ سويد.

### الدراسة الأكاديمية
شقّ ميساك طريقه لدراسة الموسيقى بشكل أكاديمي، متخلّياً عن دراسته الجامعية في سبيل التفرّغ تماماً. عن قرار التفرّغ للموسيقى قال:
<<في بداية التسعينات، تحديداً في شهر كانون الأول تم افتتاح المعهد العالي للموسيقى، كان ذلك العام، أول عام لي في الجامعة، حيث دفعتني ميولي العلمية وتعلّقي بالرياضيات لدخول هندسة الكهرباء. قمت بدراسة الهندسة بموازاة الدراسة في المعهد، ورغم ميولي العلمية وحبّي للهندسة الكهربائية، إلّا أن كفّة الميزان بدأت ترجح لصالح الموسيقى، خصوصاً بعد أن أصبح التقصير واضحاً لصالح المعهد وأصبح التعب الجسدي والنفسي بمتابعة الأمرين لا يُحتمل، فكان قراري بترك الهندسة نهائياً في سنتي الثالثة، حينها كنت في السنة الخامسة من المعهد>>
تخرّج من المعهد العاليّ للموسيقى عام 1995 باختصاص بيانو وقيادة أوركسترا ليعمل بعدها كمدرّس لمادة التّوزيع الأوركستراليّ بالإضافة إلى عمله كمساعد لقائد الفرقة السيمفونيّة.
أتمم دراسته في قيادة الأوركسترا في إيطاليا في معهد فلورنس الحكوميّ (تأليف وقيادة أوركسترا) مع الأستاذ ماورو كاردي واليساندرو بينزاوتي وأكاديمية هانس سواروسكي بميلانو لقادة الأوركسترا مع الأستاذ يوليوس كالمار (مدرّس في أكاديميّة هامبورغ وفيينا) بالإضافة إلى عدّة دورات تخصّصيّة قصيرة مع ميخائيل بيك (ألمانيا) ودوريل باشكو (رومانيا) و كارل سانت كلير(الولايات المتحدة الأمريكية) وريكاردو موتي (إيطاليا) ويورما بانولا (فلندا).

## مناصب شغلها
- عضو مؤسس للمؤسسة «كانتيري موزيكاليه دي توسكانا»
- منسق فني لمهرجان «إيستاتي ريجينا» في مدينة مونتيكاتيني تيرميه (إيطاليا).
- يقود الفرقة الموسيقية الوطنية السورية منذ عام 2003 حيث أقامت عدة حفلات في مختلف المدن السورية وفي خارجها (لبنان، بحرين، أردن، عمان، الإمارات، تركيا، وإيطاليا).[6]

## المسيرة الفنية
في كانون الأوّل 1994 قاد ولأوّل مرّة تحت إشراف الأستاذ صلحي الوادي، الفرقة السيمفونيّة الوطنيّة في قصر المؤتمرات وتابع نشاطه مع الفرقة لعدّة حفلات وبعدّة مناسبات.
في شباط 2001 عيّن كقائد أساسي لأوركسترا أماديوس السيمفونية بفلورنسا حيث قام بتقديم عدة حفلات في توسكانا بالإضافة إلى عمله مع أوركسترا هانس سواروسكي (ميلانو)، الأوركسترا السيمفونيّة لمدينة فورلي، الأوركسترا السيمفونيّة برونو ماديرنا، أوركسترا الأكاديميّة الوطنيّة لبوخارست والأوركسترا الفلهارمونية الجديدة في صوفيا.
ارتبط إسمه بعدّة إسطوانات مسجلّة من كورال هارمونيا كانتاتا بالتعاون مع أوركسترا المعهد الحكوميّ لويجي كير وبيني وأوركسترا المسرح لمدينة فلورنس.
عزف معه العديد من العازفين المنفردين نذكر منهم: أرمين باباخانيان، غالينا فراتشيفا، غزوان الزركلي، كنان العظمة، راجي سركيس، دانييل جيورجي، بسام نشواتي، غلوريا سكالكي، ريكاردو سانديفورد...
نال شرف قيادة الفرقة السيمفونيّة الوطنيّة السوريّة وكورال المعهد العالي للموسيقى في حفل افتتاح دار أوبرا دمشق.
عام 2006 شارك مع أوركسترا المعهد العالي للموسيقى السيمفونية في مهرجان أوركسترات الشباب الأوروبية في قاعة الكونسيرت هاوس - برلين.
وفي نفس العام قدّمت الفرقة السمفونية الوطنية بقيادته، معزوفات موسيقية في مسرح سلطان العويس في دبي.